# Hermes Airlines
Hermes Airlines é uma companhia aérea grega de voos charter fundada em 2011 e que é subsidiária da Air Méditerranée. Efetua voos fretados na Europa e no Mar Mediterrâneo usando a sua própria marca, assim como em nome de outras companhias aéreas.

## Frota
Até abril de 2015, a frota constistia dos seguintes aviões:
| Avião           | Em serviço | Ordens | Passageiros | Notas                             |
| --------------- | ---------- | ------ | ----------- | --------------------------------- |
| Airbus A320-200 | 2          | —      | 180         | Alugado à Vista Georgia           |
| Airbus A321-200 | 2          | —      | 220         | Um é operado pela Daallo Airlines |
| Total           | 4          | —      | —           | —                                 |